# Boulton & Watt

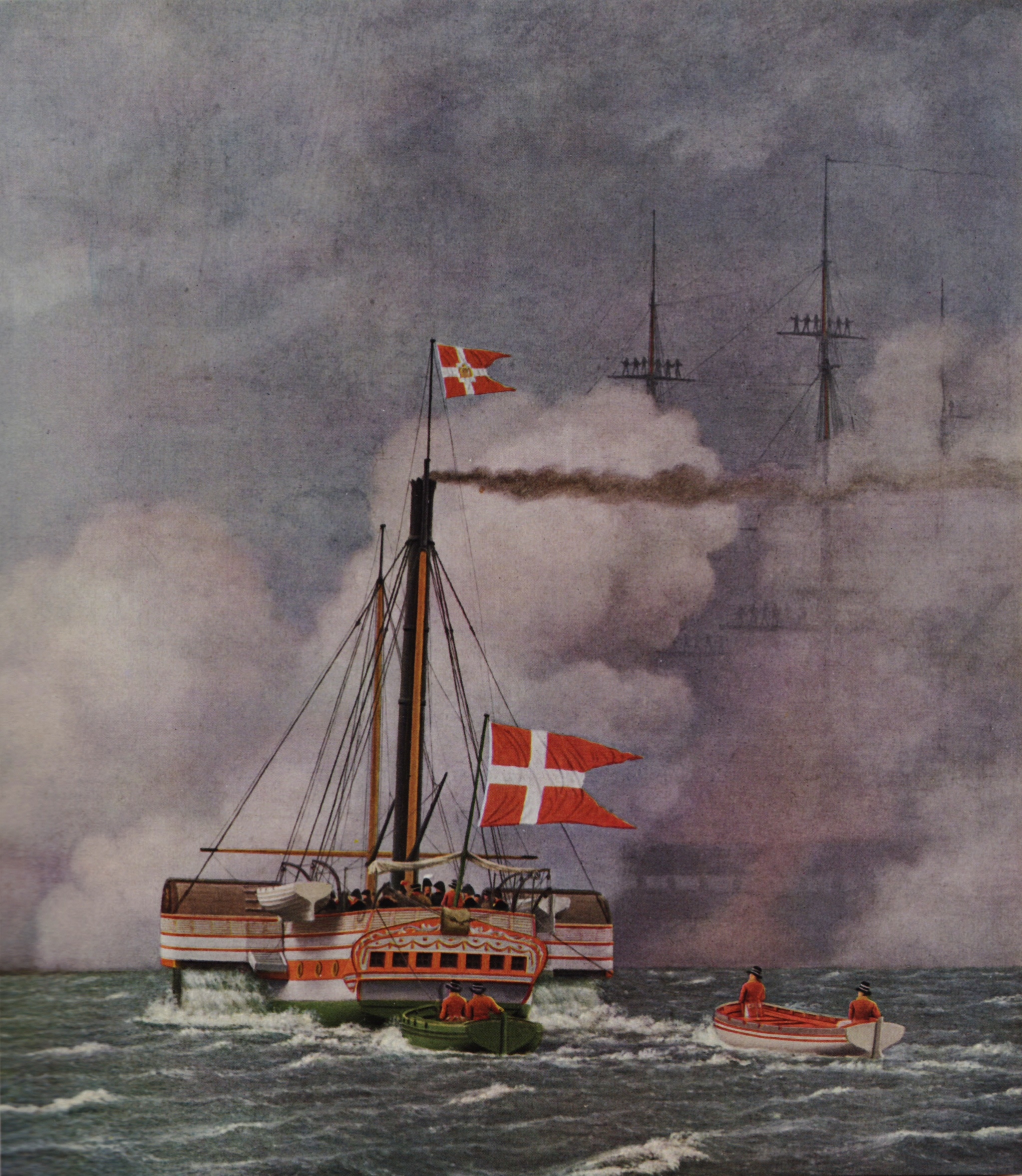
Danska kungaskeppet Kiel hade två ångmaskiner från Boulton & Watt. Detalj av målning av C.W. Eckersberg.

Boulton & Watt var ett brittiskt företag, som grundades 1775 av Matthew Boulton och James Watt. Boulton och Watt hade känt varandra under en längre tid men partnerskapet grundades inte förrän Watt fick patent på sin ångmaskin.
Partnerskapet var baserat i Soho utanför Birmingham i England.
Till en början var de flesta delarna på ångmaskinerna de sålde tillverkade av andra, men 1795 började de tillverka ångmaskinerna själva i en egen fabrik utanför Smethwick i närheten av Birmingham.
År 1800 lämnade partnerna över verksamheten till sina söner.
Företaget producerade ångmaskiner i ungefär 120 år, fram till 1895.
Idag finns fortfarande ett fåtal ångmaskiner kvar. Det har även mycket väl bevarat arkiv, som 1911 donerades till Birmingham. Det finns numera i Birminghams bibliotek.